# イブニングDonDon
『イブニングDonDon』（イブニングドンドン）は、山陽放送の夕方ワイド番組。『イブニングワイド21 ゆうがたDonDon』の後を受ける形で2005年3月28日から2011年4月1日まで放送されていた。

## 概要

### 2005年度 - 2008年度
『RSK5時』以来長年17時台で放送されていた自社制作の生情報番組枠だったが、2005年4月（正確には3月28日）よりキー局・TBSの報道情報番組『イブニング・ファイブ』のネットを受けて16時台に移動。その際に、それまでの『イブニングワイド21 ゆうがたDonDon』をリニューアルした。平日 15:55 - 16:54（2008年春より16:52終了）の放送で、本番組から『イブニング・ファイブ』へはステブレレスで接続していた。
山陽放送が地上デジタルテレビ放送のサイマル放送での試験放送を開始した2006年10月16日以降は、ハイビジョン制作となっている。そして同年12月1日より編成上の音声がステレオに変更されたが、BGM・効果音含めモノラル音源で放送されている現状は変わっていなかった。
番組は原則祝日休止だが、過去何回かは祝日SPとして放送される。「あなたの夢かなえますスペシャル（放送年月日不明）」として岡山一番街主催の「いちばん好きなこと・応援キャンペーン」で選ばれた方が夢が叶うまでの過程を密着ドキュメントとして放送された。2009年11月23日には、「勤労感謝の日スペシャル パパ・ママのおしごと」が放送される。いずれも通常コーナーは休止される。
2007年7月から内容がリニューアルされ、若手アナウンサー5人（高松発を含む）が日替わりでサブ司会担当となった。
2009年3月16日 - 24日にはワールドベースボールクラシックの中継の余波（『2時っチャオ!』が1時間スライドされ、15時台・16時台でフルネットされるため）で休止になった。

### 2009年度
2009年度はキー局・TBSの度重なる編成の方針転換に振り回され、当番組も放送時間の変動や放送内容の変化を度々繰り返した。
2009年3月27日に『イブニング・ファイブ』が終了。空いた17時台は後継番組である『サカスさん』をネットせずに『水戸黄門』の再放送枠が15時から移動となる。しかし、3か月後の同年7月6日より『水戸黄門』再放送と枠を交換することとなった。これにより、約4年3か月ぶりに自社制作の生情報番組枠が17時台に復帰することとなった（ちなみに4月から6月までは2006年3月までのOHK以来、岡山・香川地区の民放で唯一17時台を再放送に充てる局となっていた）。
枠移動後は、TBSから『先出し!THE NEWS』を番組内でネット開始したが、すぐ2週間後に迫る『サカスさん』の枠移動後（枠移動後も山陽放送ではネットしなかった）の編成を考慮してか、『先出し!THE NEWS』自体も冒頭5分程度の放送（ほぼ2項目で2週間後にはごく一部の例外を除き録画の時差放送）となっている。この『先出し!THE NEWS』ネットのため、番組のニュースコーナーで全国のニュースは扱わなくなりその分、エリアのニュースの項目を増やした（この関係で15時前に放送されていた『山陽TVニュース』が廃枠になった）。
7月のリニューアルから3か月後の、同年9月28日からは『総力報道!THE NEWS』が放送時間を短縮した18:40スタートになり、TBSでは16:53 - 18:40の枠で新情報ワイド番組『イブニングワイド』がスタートした。ただ、この時は枠移動を行わず18:00まで当番組を延長し、その後『RSKイブニングニュース』に接続されることとなった。ただし、17:50:30 - 18:00（2010年1月以降は17:50:20 - ）はTBSから『イブワイ』の「きょうのニュース」コーナーを同時ネットするため、実質岡山（香川）発は17時50分20秒で終わりとなる（ただし、祝日は当番組が休止するためにこの東京発のニュースコーナーも非ネットになる）。
この改編で『先出し!THE NEWS』も終了・廃枠となったため、番組内のニュースコーナーも再び全国のニュースを自社で扱うことになった。以前と同様に全国ニュースの11:30（や12時・13時台）放送『THE NEWS』の映像を流用した。

### 2010年度
2010年3月29日よりキー局・TBSにて報道情報番組『Nスタ』が放送開始となり、RSKも第1部となる16:53からネットするため（同枠でTBSのネット受けの再開は「イブニング・ファイブ」終了後1年ぶりとなる）、当番組は同年3月29日より月曜 - 木曜が16時開始の1時間、金曜は15時開始の2時間放送となることが同年3月19日放送分にて告知された。
金曜版は2時間のうち1時間分が水曜に放送されていた高松発（イブニングDonDonさぬき）が移動するほか岡山･香川県内各所から携帯電話のテレビ電話機能を使った生中継を実施する。
また、岡山・香川地区のテレビ・ラジオ番組では初となる、番組専用郵便番号（700-8666）の使用を開始した。
2010年10月1日をもって『Nスタ』第1部のネットを打ち切り、10月4日より16:53 - 17:45に放送時間が再び変更となり、約半年振りに午後5時台の放送となる。金曜版は午後2時台が『えなりかずき!そらナビ』終了に伴い月 - 木同様2時間ドラマの再放送枠『ドラマちっくRSK』となるため再び1時間の放送となる。空いた16時台は時代劇の再放送が10時台から移動しこちらも半年振りに元の枠に戻る。

### 2011年度
本番組は2011年4月1日で終了し、約6年の歴史に幕を閉じた。後枠は『RSKイブニング5時』となり全国ニュースの『Nスタ』と『RSKイブニングニュース』を内包した2時間ワイドとなる。放送時間は17:00 - 19:00。2003年4月 - 2004年3月まで放送された『イブニングワイド21』と同じ枠組みとなる。

### イブニングDonDonさぬき
2006年度より毎週月曜は岡山市の本社を飛び出し香川県高松市のRSK四国支社からの生放送を実施（ニュースコーナーは岡山本社から）し、香川県の情報に特化した。週替わりで香川で活躍している文化人や企業・国の出先機関のトップがゲストで登場していた（香川県知事や各市長・町長も出演することもあった）。この当時の司会は岡山と同様に高畑と奥富が担当。高畑は18時台の『RSKイブニングニュース』の気象情報コーナーは四国支社報道部のニューススタジオから伝えた。
地上デジタル放送では、2007年3月までは4:3SD映像のアップコンバート映像となっていた。オープニングCGも高松発では「さぬきばん」の文字とうどんやオリーブといったロゴ絵が加わっている。
2007年度からは高松からの放送が火曜まで拡大され、出演者も四国支社報道部に異動した国司憲一郎がメイン司会になった。また、地元で活躍する文化人・大学生をレギュラーに据えた。
スタジオも16:9SD対応となり、さらに四国支社も6月1日に移転したビルの1階テレビスタジオ（愛称RSKおりーぶスタジオ）からの放送となった。四国支社の移転作業のため5月中は香川県内各所からの公開生放送を実施した。
2007年7月のリニューアルと同時に、2007年6月で終了した『となりのヒーロー じまんガ〜Z』に出演していたシャカと千鳥が、火曜日の隔週レギュラーとなったが同年9月で降板。10月以降からは再び香川で活躍する文化人や地元企業のトップ、役所のトップ（県知事や各市町長、日銀高松支店長、中央官庁の出先機関のトップなど）が出演するようになる。
2007年10月からは再び週一日の放送に戻った。2006年度と同じ月曜ではなく火曜になったのは月曜がいわゆる「ハッピーマンデー制度」で祝日になる回数が増加したため、放送回数がさらに少なくなってしまうからだと思われる（祝日は原則休止のため）。
2007年11月27日には、坂出市で発生した祖母孫姉妹行方不明事件についてのニュースを詳しく伝えた（放送終了直後、事態は急展開し容疑者が逮捕された）。2007年12月11日には、瀬戸内海放送アナウンサーの多賀公人がゲスト出演。RSKテレビとしては初の他局アナウンサーの生出演でもある。この模様はKSBが取材しており、約1時間半後の『KSBスーパーJチャンネル』でその模様が流れ、VTRながらも国司と守口がKSBの番組に出演した。
2008年10月21日放送分からは、RSK本社〜四国支社間の伝送回線がハイビジョン対応になったのに伴い、ハイビジョン制作に移行した。
高松発は総じて「さぬき」と称している。
2009年4月より高松発は水曜日に移動、オープニングは他の曜日と同じCGになり、「さぬき」の文字も表示されなくなった。
前述の通り2010年4月より高松発は金曜に移動となり、司会の国司憲一郎は岡山本社報道部に異動し、『RSKイブニングニュース』のキャスターに再登板するため降板（ニュースラインナップには引き続き出演）。後任は同じ四国支社報道部所属の近藤季樹となった。その近藤は登板から約4か月で降板し、2010年8月20日より清水春樹が後任を務めていた。
2010年10月6日より高松発は再び独立し、3月以前と同じ水曜日の放送となる。司会は、四国支社の人員等の関係から奥富と高畑が週替わりで担当する。

## 主なコーナー

### レギュラーコーナー
- 最新のニュース（ニュースラインナップ）
  - 番組前半と後半の2回行われる。
  - 前半では全国ニュース3本および岡山・香川のニュース1本、後半は全国ニュースと岡山・香川のニュースそれぞれ1本ずつ放送される。
    - 後半のときは『RSKイブニングニュース』のラインナップを行なう（2009年6月までは特集の予告のみ）。

  - 全国ニュースの映像は11:30からの『ひるおび!JNNニュース』もしくは『ひるおび!・午後』内の13:40頃の最新ニュースコーナーの同録映像を使用し、音声はカットして担当アナウンサーが原稿読みを行う。同年7月6日から9月25日は全国ニュースをTBS発の『先出し!THE NEWS』（7月20日からは『THE NEWS』）を一部ネットする形だったため、当コーナーはローカルニュースのみにし、伝えるニュースを増やした（その関係で15時前の『山陽TVニュース』が廃枠になった）。
  - 2009年7月3日までは「ニュースラインナップ」として放送した。現在[いつ?]このタイトルは表示されないが、ニュースの見出しテロップには「NEWS LINEUP」の文字が残っている。同年9月25日までは「エリアのニュース」として放送。
  - 前半はテレビスタジオ内の原稿読みブースで、後半は『RSKイブニングニュース』で使用する席から伝える。一時期の高松発だった水曜は前半が報道フロアからとなる。
    - 2009年7月3日以前は前半（水曜を除く）がテレビスタジオ内の原稿読みブースから、後半・水曜前半は報道フロアから伝えていた。
- それいけDonDon
  - 放送日当日の午前中にキャスターが旬な現場を取材する。
  - 取材対象は水曜を除く月曜 - 金曜には岡山、水曜には香川となっている。
- 天気予報
  - エンディング付近で放送され、高畑が読み上げる。

### 日替わりコーナー
月曜日
- おぎゃっとベイビー大きくなあれ
  - 岡山県内の産婦人科病（医）院を毎週1院取り上げで生まれた子供をスナップ写真で紹介、両親からのメッセージも紹介される。
- トメちゃんが行くわらしべ長者の旅
  - 毎週岡山・香川のある街を奥富が出向き地元住民とふれあい、前週に交換してもらった品よりほんの少し高めの品と交換するまさにわらしべ長者な旅。
- 野菜ソムリエ八重子の幸せレシピ
  - 野菜ソムリエの三宅八重子による料理コーナー（荻田がアシスタントをする）。

火曜日
- 将吾＆春樹の花婿修行中
  - 清水と宮武による料理コーナー（どちらかが欠席の場合には高畑が代役を務める）。
- 宮武将吾のごはんいただきます
  - 宮武が取材先などで見つけてきた、ごはんに合う物を紹介するコーナー。
- 流行monoランキング
  - 本やCD、トレンドグッズ（2010年10月より）などのランキングを発表する（紀伊國屋書店クレド岡山店調べ）。

水曜日
- ヒローズが行く必殺さぬきの一品
  - ヒローズのメンバーが香川県内の名品や伝統の一品を紹介するコーナー。紹介自体はVTRだが、メンバーが週替わりでスタジオにも登場する（2010年3月まで放送の「さぬき大人のこの一品」と趣旨は同じ）。
- 私の一冊
  - 当日ゲストの思い出・お勧めの一冊を紹介するが、月に一回は宮脇書店社長のお勧めの一冊を紹介する。協力は宮脇書店（2007年3月までは岡山本社でのコーナーだったため紀伊国屋岡山店での書籍売上ベスト10もあった）。
- DonDon広場にきまい!こられ!
  - 地元企業・店舗での新商品案内やイベント案内（基本的にはおりーぶスタジオ前での放送。金曜放送時代は岡山本社と二元で放送）。
- さぬきのモーツァルト松野さんの歌う天気予報
  - 水曜レギュラーの松野がキーボードで楽曲を演奏し、その演奏をバックに天気予報となる。その際、演奏する曲や発表年に関する解説を行う。ただし、その前のコーナーの進行が押したりした場合等でコーナーが休みになり、普通の天気予報になることもある。

木曜日
- フシギの国ニッポン
  - 日本に住む外国人に日本の不思議なところなどを尋ねるコーナー。
- シネマ・パラダイス
  - 映画ランキングや公開直前の映画の見所の紹介など。
- うまコレ!
  - 奥富が岡山・香川でおいしいものばかり集めてくる、うまいものコレクション。

金曜日
- 3海ウイークエンドナビ
  - 日本海・瀬戸内海・太平洋の3つの海に面する県（日本海=鳥取県・島根県、瀬戸内海=岡山県・香川県、太平洋=高知県）の週末のイベント情報などを紹介する。日本海側はBSS本社（鳥取県米子市）、太平洋側はKUTVが室戸市に設置しているお天気カメラのライブ映像が送られる。瀬戸内海側は海に面していることから主に高松市のアルファあなぶきホール屋上の天気カメラを使用（映像はいずれも4:3SD）。
  - 2010年4月からKUTVのお天気カメラが、高知市のKUTV本社のものに変更され、BSS・KUTVのライブ映像がハイビジョン化された。
- DonDon回覧板
  - 地元企業・店舗での新商品案内やイベント案内。
- 月刊くらしき情報局（毎月第3週）
  - 倉敷市の広報コーナー、倉敷市の市長公室くらしき情報発信課の課員が担当する。
- 高畑誠のそれどういうコト???
  - 高畑が視聴者から寄せられた疑問などに専門家の意見を交えて解説していく。

## タイムテーブル
※時間は目安
2010年10月18日から
- 16:53 オープニング
- 16:55 最新のニュース Part1
- 17:00 それいけDonDon
- 17:07 FAX紹介
- 17:10 日替わりコーナーなど
- 17:40 どどんとプレゼント RSKテレビ今夜の見物 最新のニュース part2・NスタおよびRSKイブニングニュース今夜の主な項目
- 17:42 天気予報（通常はエンディング曲をBGM代わりにしているが、水曜高松発のみ水曜レギュラーの松野がキーボード生演奏をバックに天気を伝える）
- 17:44 FAX紹介・エンディング
- 17:45 終了

## 出演者
2010年10月4日から最終回まで

### 総合司会
- 高畑誠（RSKアナウンサー兼本社報道部記者、気象予報士、月曜 - 金曜）
- 奥富亮子（RSKアナウンサー、月曜 - 金曜）

### 日替り司会
- 荻田幸稔（当時RSKアナウンサー、月曜・金曜）
- 三宅八重子（フリーアナウンサー、月曜）
- 清水春樹（当時RSKアナウンサー兼本社報道部記者、火曜[5]）
- 宮武将吾（RSKアナウンサー、火曜[6]）
- 伊久彩乃（水曜[7]）
- 大寺かおり（当時RSKアナウンサー、木曜）
- 守口香織（当時RSKアナウンサー兼本社報道部記者、金曜[8]）

### その他レギュラー出演者
- 松野安伸（水曜レギュラー。香川カンコー販売社長。地元で学校の校歌作曲などの音楽活動もしているため、番組では「さぬきのモーツァルト」と紹介されている）
- 若林昭吾（木曜レギュラー。岡山商工会議所副会頭・三好野本店社長）

この他にも地元（ほぼ岡山県内、水曜は香川県内）活躍の文化人・財界人がイレギュラーで出演。

### エリアのニュース
2010年3月29日以降
RSKイブニングニュースキャスター
- 辻文香（当時RSKアナウンサー兼報道部記者）
- 米澤秀敏（RSKアナウンサー兼本社報道部記者）
- 国司憲一郎（RSKアナウンサー兼本社報道部記者）

その他の出演者
- 武田博志（RSKアナウンサー兼本社報道部記者）
- 清水春樹（RSKアナウンサー）
- 石田好伸（当時RSKアナウンス部長）

### 過去の出演者
RSKアナウンサー
- 小沢典子（当時RSKアナウンサー 水曜・木曜サブ司会、 - 2007年3月）
- 畑嶋恵理奈（当時RSK契約アナウンサー  - 2007年6月）
- 今脇聡子（当時RSKアナウンサー、月曜サブ司会、2007年10月 - 2008年3月24日）
- 小林章子（RSKアナウンサー 月曜・火曜、2008年3月31日 - 2009年9月22日）
- 国司憲一郎（RSKアナウンサー兼四国支社報道部記者、水曜、2007年4月 - 2010年3月[9]）
- 近藤季樹（RSKアナウンサー兼四国支社報道部記者 2005年3月28日 - 2006年7月・2007年7月 - 2008年3月28日[10]、2010年4月 - 2010年8月13日[11]）

その他
- シャカ（火曜隔週レギュラー、2007年7月 - 9月。香川県出身）
- 千鳥（火曜隔週レギュラー、2007年7月 - 9月。岡山県出身）
- 岩根宏行（RSKパーソナリティ）
  - 木曜コーナー「ギャラリー情報」を担当。かつては、金曜コーナー「シネマ・パラダイス」も担当したことがある。
  - 高畑が欠席のときにはメイン司会を担当することもあった。
- 住宅正人（準レギュラー。ちくわ笛奏者・「桃太郎のからくり博物館」館長・山陽学園大学非常勤講師）
  - 2008年10月に行なわれた岡山県知事選挙への立候補のため降板。

## 備考
- 2005年11月にTBS系のバラエティ番組『ぴったんこカン・カン』の岡山・倉敷・香川ロケで来ていた泉ピン子とTBSアナウンサーの安住紳一郎が飛び入り出演し、その一部始終が『ぴったんこカンカン』で全国ネットで流れた。
- 2007年5月は四国支社移転作業に伴い、スタジオではなく県内各所（琴平やゆめタウン高松など）からの公開生放送を実施した。6月4日から新スタジオからの放送になる。

## 放送休止・放送時間変更
- 祝日は原則休止になる。該当時間帯は自社制作の特別番組か『VOICE21』の再放送、またはTBS・MBSのゴールデンタイムに放送されたバラエティ番組の再放送に充てられる。
  - 2009年11月23日は、『イブニングDonDon勤労感謝の日スペシャル』として放送。この時は、17:50からの全国ニュース（イブニングワイド）をネットした。
- 2006年12月1日には、地上デジタル放送開始に伴う記念特別番組『幕開け！TV新時代・アレっ？テレビがあれ〜inチボリ』を放送するために番組自体休止となる（この日は後続の『イブニング・ファイブ』も休止になった）。
- JNN報道特別番組は、組まれることはほとんどなかったが、任意ネット（JNN協定適用外）による報道特番を放送し休止する場合や、ニュースコーナー部分の時間帯だけネットして通常放送にする場合もある。
- 16時台で放送の2005年3月29日 - 2009年7月3日および2010年3月29日から2010年10月1日までは以下の通り。
  - 2006年9月26日は安倍内閣組閣関連の報道特番で休止。
  - 2007年11月にも防衛省元事務次官収賄で逮捕された関連で休止。
  - ただし、上記2回以外にも報道特番を編成していたが、本番組を優先してネットされなかった。
  - 2010年6月2日に、鳩山由紀夫総理大臣と民主党・小沢一郎幹事長の辞任にともなう『Nスタ・スペシャル』をネットしたために休止。
  - 2010年8月6日には、甲子園出場を決めた倉敷商業と英明高校に関する特番を16:23から放送するため、30分短縮の15:00 - 16:23までの短縮放送となった。
  - 2010年8月27日には、人権啓発アニメ「桃色のクレヨン」を16:23から放送するため、6日同様30分短縮の15:00 - 16:23までの放送となった。
  - 2010年9月1日には、同日告示された民主党代表選に立候補した菅直人首相と小沢一郎前幹事長の共同記者会見を16:03から約3分間ネット。ただし、中断時間が短かったため放送内容の変更などは行われなかった。
  - 2010年9月14日には、報道特別番組「決戦！民主党代表選挙」を放送途中の15:55で飛び降り、通常より5分早く放送開始。
- 17時台で放送の2009年7月6日 - 2010年3月26日および2010年10月4日以降は以下の通り。
  - 2009年7月21日に衆議院解散関連（および当日昼に発生した山口県防府市の土砂災害関連ニュース）の報道特番で休止。
  - 2009年8月7日には、歌手の酒井法子に逮捕状請求に関する報道特番を16:53から10数分間のみネット（TBS他では17:50まで放送）し、一部コーナーが休止になった。また、同年9月17日に酒井が保釈された際はオープニング直後に15:48 - 16:53にTBSで放送された報道特番の中での酒井の記者会見が行われる会場からの中継リポートを録画ネットした（当日夜に行われた酒井の記者会見については『RSKイブニングニュース』の中で冒頭5分ほどを生中継した）。
  - 2009年8月31日には、衆院選で民主党が圧勝・政権交代が確実になったことに関する報道特番で休止になった。
  - 報道特番ではないが、2009年9月9日に行われたサッカー国際親善試合日本VSガーナの中継を18:55から生中継する関係で、『総力報道!THE NEWS』および『RSKイブニングニュース』を1時間前倒ししたために休止。
  - 2009年9月28日には、同日に自由民主党第24代総裁に就任した谷垣禎一の記者会見を17:00より10分ほどネットし、一部コーナーが休止になった。
  - 報道特番ではないが、2010年10月28日は16:53より『プロ野球ドラフト会議2010』を放送（全国ネット）するために放送休止となる（報道特番を除いて平日に放送がまるごと休止となるのは稀）。
  - 2011年2月24日には、オープニングの直後にそれいけDonDonを放送し、17:00より22日にニュージーランドで発生した地震に関するニュースを数分間ネット。前半のニュースラインナップが休止になった[12]。
  - 2011年3月11日には、同日14:46頃に発生した東北地方太平洋沖地震に関するJNN協定適用の報道特番が放送されたため休止。
  - 2011年3月14日 - 3月18日には、東北地方太平洋沖地震および福島第一原子力発電所事故発生に伴い、『Nスタ』第1部にJNN協定が適用されたために休止[13]。